# 塞弗尔当代艺术户外展
塞弗尔当代艺术户外展（Sèvres Outdoors）是一个国际性的创新艺术项目，一个在塞弗尔国家陶瓷城（Sèvres - Cité de la céramique，原法国塞弗尔国家陶瓷博物馆和塞弗尔国家陶瓷制造厂合并而成）公园内即文化谷（Vallée de la Culture）的心脏地带举办的当代艺术户外展。
塞弗尔当代艺术户外展（Sèvres Outdoors）源自塞弗尔国家陶瓷城（Sèvres - Cité de la céramique）和巴黎当代艺术画廊协会（l’association Galeries Mode d’Emploi - G.M.E）的一个共同愿望，法国艺术实验与研究公司CERA 参与策划与执行，其目的是为了促进与分享当代艺术创作。

## 2014第一届塞弗尔当代艺术户外展
第一届塞弗尔当代艺术户外展（Sèvres Outdoors 2014）于2014年6月30日至9月31日在塞弗尔国家陶瓷城（Sèvres - Cité de la céramique）的公园内举行，展览聚集了巴黎当代艺术画廊协会旗下的25家画廊，展出共30件艺术作品。大约有1000余名法国与国际藏家、艺术爱好者出席了2014 年的开幕活动，展览获得了超过37篇媒体报道与成千上万观众的热烈反响。
第一届塞弗尔当代艺术户外展增加了塞弗尔国家陶瓷城（Sèvres - Cité de la céramique）2014年的访客流量：从2013 年50 000 名付费观众增加至2014 年的100 000 名， 展览甚至在欧洲遗产日（les Journées Européennes du Patrimoine）吸引了5000 名观众（与2013 年相比同期增长了40%）。

## 2015第二届塞弗尔当代艺术户外展
继2014 年第一届塞弗尔当代艺术户外展（Sèvres Outdoors 2014）取得成功之后，法国塞弗尔国家陶瓷城（Sèvres - Cité de la céramique）再一次对公众敞开其公园大门：第二届塞弗尔当代艺术户外展于2015 年5 月20 日至10 月25 日在此地举行。
本次展览邀请了23家画廊参展，展出共26件艺术作品。展出艺术家包括以陶瓷为主要创作材料的当代先锋艺术家约翰·克里腾（Johan Creten），以夸张式大口笑男性形象绘画雕塑闻名于世的中国艺术家岳敏君（Yue Minjun），以改造日常生活物件为灵感的美国后现代主义雕塑大师约瑟夫·哈维尔（Joseph Havel），还有德沃（Dewar）和吉克格勒（Gicquel）以及马修·梅赫西耶（Mathieu Mercier）抑或维安·胡博（Vivien Roubaud）等。
本届展览将免费向公众开放长达5个月，目的在于为了让公众能够更多的接触和体验到当代艺术。